# FC Mondercange
El Football Club Mondercange es un equipo de fútbol de Luxemburgo que juega en la División de Honor de Luxemburgo, la segunda liga de fútbol más importante del país.

## Historia
Fue fundado en el año 1933 en la ciudad de Mondercange, al suroeste del país y nunca ha siod campeón de la Division Nationale y nunca ha sido campeón de copa, a pesar de haber llegado a 2 finales.
A nivel internacional ha participado en 1 torneo continental, en la Copa UEFA de 1999/2000, en la que fue eliminado en la Ronda Preliminar por el Dinamo Bucarest de Rumania.

## Palmarés
- Éirepromotioun: 1

2021/22
- Primera División de Luxemburgo: 1

2018/19
- Copa de Luxemburgo: 0
  - Finalista: 2

1998/99, 1999/2000

## Participación en competiciones de la UEFA
| Temporada | Torneo          | Ronda      | Club               | Casa | Visita | Global |
| --------- | --------------- | ---------- | ------------------ | ---- | ------ | ------ |
| 1999/2000 | Copa de la UEFA | Preliminar | Dínamo de Bucarest | 2-6  | 0-7    | 2-13   |

### Récord europeo
|                | J | G | E | P | GF | GC | GD  |
| -------------- | - | - | - | - | -- | -- | --- |
| FC Mondercange | 2 | 0 | 0 | 2 | 2  | 13 | -11 |

## Jugadores

### Jugadores destacados
- Zarko Kerac
- Didier Chaillou